# 대한민국 헌법 제6호
대한민국 헌법 제6호(大韓民國憲法第六號)는 1962년 12월 26일 대한민국 헌법 제5호가 전부 개정되고 국민투표로 개정된 최초의 헌법이다. (대한민국 헌법을 제정한 이래로 5번째로 개정한 헌법이다.)

## 개헌절차
헌법개정시 헌법 제98조에 따른다.
1. 헌법개정의 제안은 대통령, 민의원 또는 참의원의 재적의원 3분지 1이상 또는 민의원의원선거권자 50만인이상의 찬성으로써 한다.
2. 헌법개정의 제의는 대통령이 30일 이상 공고하여야 한다.
3. 헌법개정의 의결은 양원에서 각각 그 재적의원 3분지 2이상의 찬성으로써 한다.
4. 헌법개정이 의결된 때에는 대통령은 즉시 공포한다. 단, 제7조의 2[1]의 경우에 국민투표로써 헌법개정이 부결되었을 때에는 그 결과가 판명된 즉시 소급하여 효력을 상실한 뜻을 공포한다.

## 개헌경과
1961년 5월 16일, 박정희 소장을 중심으로 민정안정을 목적으로 쿠데타를 일으켜 정권을 장악한다. 혁명위원회는 포고 제4호로써 민의원 참의원 및 지방의원등 대의원 헌법기관이 해산하고 5월 22일 국가재건최고회의 포고 제6호 정당 및 사회단체는 해산되어 정치활동이 완전히 금지됨에 따라 헌정이 중단되었다. 헌정 공백을 메우기 위해 국가재건최고회의는 6월 6일 국가재건비상조치법을 제정.공포하였으며 이 법은 헌법에 대신하는 기본법으로서 역할을 수행한다. 8월 12일 국가재건최고회의는 이른바 8·12 선언으로 민정이양에 관한 계획을 최초로 결정하고 박정희의장을 통해 이를 발표하였다.

1. 혁명정부는 정권이양에 앞서서 진정한 민주정치질서를 창건하고 구악의 재발을 방지하기 위하여
(1) 구악일소와 법질서확립
(2) 모든 체제의 개역 및 발전
(3) 종합경제 5개년계호기의 추진
등의 기초결업을 완수한 후에 정권을 민간정부에게 이양한다.

2. 정권이양시기는 1963년 여름으로 예정
(1) 1963년 3월 이전에 신헌법을 제정하고
(2) 1963년 5월에 총선거를 실시하고 정당활동 허용시기는 1963년 초로 한다.

3. 정부형태는 대통령책임제를 선택하고
(1) 국회구성은 100인 내지 120인의 단원제로 하고
(2) 선거관리는 국가공영제로 하고
(3) 구정치인중 부정 축재한 자의 정계진출을 방지하기 위해 입법조치를 취한다.

국가재건최고회의는 민정이양 작업의 시작으로 헌법개정작업에 착수하게 된다. 헌법개정을 위해 1962년 7월 11일 국가재건최고회의는 제54차 상임위원회에서 최고위원내에 헌법개정특별심의위원회를 발족하고, 헌법심의계획을 발표한다.

1. . 삼권분립원칙에 입각한 강력한 유기적권력구조의 규정
2. . 정당과 선거제도의 합리적 쇄신
3. . 자유경제체제하의 경제발전의 촉구

7월 16일에는 9인소위원회(유진우, 한태연, 박일경, 이동호, 양병두, 김도창, 신직수, 문홍주, 이종극)를 구성하고, 8월 6일 헌법개정심의특별위원회는 4개의 분과위원회를 구성하여 분과위원회로 하여금 공청사항을 작성케하고 8월 23일부터 말일까지 각도청 소재지와 주요도시 12개소에서 공청회를 갖았다. 헌법개정안을 확정하기에 앞서 헌법개정 공청회에서 토의된 주요 공청사항은 다음과 같다

1. . 기본권의 보장은 어떻게 할 것인가
2. . 국회는 단원제로 할 것인가 양원제로 할 것인가
3. . 국회의원의 부정축재를 어떻게 막나.
4. . 정부를 대통령중심제로 할것인가.
5. . 헌법재판소를 둘것인가.
6. . 헌법을 개정할것인가 제정할 것인가

국가재건최고회의는 국가재건비상조치법 제9조에 의거하여 헌법개정에 관한 절차법인 국민투표법안이 1962년 10월 10일 국가재건최고회의에서 통과되고 동년 10월 12일 법률 제1166호 국민투표법을 공포하고 1962년 11월 3일 전문 5장 121조 부칙 9조로 된 헌법개정안을 최종적으로 확정했다. 헌법개정안의 주요골자는 다음과 같다.

1. . 헌법전문에 4.19의거와 5.16혁명이념을 헌법정신으로 함.
2. . 정당제도를 신설하고 복수정당제도 보장.
3. . 역급입법에의 의한 참정권의 제한 또는 재산권의 박탈 금지.
4. . 강력한 대통령제와 단원제 선택
5. . 국회의원공천제, 무소속출마 불허, 국회의원의 당적이탈시 자격 상실.
6. . 중앙선거관리위원회를 둔다.
7. . 비상설기관으로 탄핵재판소를 둔다.
8. . 부대통령제를 없애고 국무총리제를 취하며 심의기관으로 국무회의와 국무회의와 자문기관으로 국가안전보장회의와 경제과학심의회의를 둔다.
9. . 헌법개정은 국민투표로만 가능

11월 5일 개헌안발의를 공고하고 30일간의 공고기간을 거쳐 12월 6일 개헌안을 통과시킨 국가재건최고회의는 국민투표를 12월 17일에 실시하기로 의결하고 공고했다. 12월 5일 정부는 국민투표를 자유로운 분위기 속에 실시하기 위해 계엄을 해제한다고 발표했다.
1962년 12월 17일에 실시된 국민투표를 통해 확정된 대한민국 헌법 제6호는 우리 역사에서 처음으로 국민투표에서 확정된 헌법으로, 1962년 12월 26일에 공포되고 1963년 12월 17일부터 시행되었는데 이 헌법 부칙 제1조에 의하면 이 헌법에 의한 대통령과 국회의원 선거는 이 헌법이 시행되기 전에 할 수 있었다. 대통령 선거는 1963년 10월 15일에 국회의원 선거는 1963년 11월 26일에 있었다.
1. ↑  국가재건최고회의포고제6호 [시행 1961. 5.22] [폐지 1963.12.12] [국가재건최고회의포고 제6호, 1961. 5.22, 제정]
2. ↑  대한민국 국가재건비상조치법 [시행 1961. 6. 6] [국가재건최고회의령 제42호, 1961. 6. 6, 제정]
3. ↑  제9조 (국회의 권한행사) 헌법에 규정된 국회의 권한은 국가재건최고회의가 이를 행한다.
4. ↑  대한민국 헌법 제6호 [시행 1963.12.17] [헌법 제6호, 1962.12.26, 전부개정]

## 주요내용
1. . 자유권, 생존권, 참정권등의 국민의 기본권을 최대한으로 보장하였으며,
2. . 건전하고 민주적인 현대적 정당제도를 수립하여 진정한 대의민주정치의 기반을 확립하였고,
3. . 참다운 국민의사를 대변하고 깨끗하고 능률적인 의회정치를 기약할 수 있는 합리적인 국회의 조직과 운영을 규정하였으며,
4. . 안정되고 일할 수 있는 민주적인 정부형태를 택하였고,
5. . 국민의 권리보장의 최후보루인 사법권의 독립과 민주화에 만전을 기하였으며,
6. . 시급한 민생고를 해결하고 국민경제의 조속한 발전을 기할 수 있는 경제체제와 기구를 마련하고,
7. .공산세력의 침략을 분쇄하고 굳건한 국가안전을 보장할 수 있는 기구를 설치하였으며,
8. .국가의 최고법규인 헌법의 개정은 주권자인 국민이 직접결정 하도록 하였다.

## 같이 보기
- 5·16 군사정변
- 제5차 헌법개정
- 제1차 국민투표